# Maricao (Puerto Rico)
Maricao és un municipi de Puerto Rico situat a l'oest de la Cordillera Central, a l'interior muntanyós l'illa, també conegut amb els noms de Pueblo de las Indieras, Ciudad del Monte del Estado, Ciudad de Leyenda i Romance i Tierra del Café. Confina al nord amb els municipis de Mayagüez, Las Marías i Lares; pel sud amb San Germán, Sabana Grande i Yauco; per l'Est amb Lares i Yauco; i per l'Oest amb Mayagüez i San Germán.
És el segon municipi amb menys població (2010) després de Culebra. Està dividit en 9 barris: Bucarabones, Indiera Alta, Indiera Baja, Indiera Fría, Maricao Afuera, Maricao Pueblo i Montoso.